# PGC 206
LEDA/PGC 206 ist eine linsenförmige Galaxie vom Hubble-Typ S0/a im Sternbild Pegasus nördlich der Ekliptik, die schätzungsweise 222 Millionen Lichtjahre von der Milchstraße entfernt ist. Die Galaxie gilt als Mitglied der NGC 7831-Gruppe (LGG 1).

Im selben Himmelsareal befinden sich u. a. die Galaxien NGC 7805, NGC 7806, NGC 7819.